# 特爾馬河
特爾馬河是俄羅斯的河流，屬於布列亞河的左支流，由哈巴羅夫斯克邊疆區負責管轄，河道全長334公里，流域面積15,100平方公里，發源自小興安嶺，河水主要來自雨水，每年十一月至翌年五月結冰。